# Palacio de los Arias
El palacio de los Arias era un palacio situado en la localidad guadalajareña de Molina de Aragón (España). Era una edificio de los siglos XVIII y XIX, ubicado en la calle Capitán Arenas. Su fachada, de gran tamaño, estaba repleta de vanos. Sobre la portada adintelada había un escudo nobiliario policromado en oro y bronce en su portada. Tenía una galería de arquillos semicirculares y alero, típico de los palacios aragoneses de entre los siglos XV y XVIII. Este elemento también lo conserva el palacio de los marqueses de Villel.
Debido a su mal estado de conservación presentaba riesgo de derrumbe y en enero de 2023 el Ayuntamiento de Molina de Aragón tomó la decisión de realizar una demolición controlada, tratando de conservar su fachada. Ya en 2013 se tuvo que apuntalar debido al riesgo de derrumbe del edificio, que ya sufrió algunos derrumbes parciales, sobre todo tras la demolición de un edificio colindante.